# Carinthie (provinces illyriennes)
Pour les articles homonymes, voir Carinthie.
1811–1814
Entités précédentes :
- Willach

Entités suivantes :
- Empire d'Autriche

La province de Carinthie est une ancienne subdivision des Provinces illyriennes, sous contrôle de l'Empire français, qui a existé entre 1811 et 1814.

## Histoire
La province est constituée par un décret du 15 avril 1811 lors de la réorganisation des provinces illyriennes. Le chef-lieu est fixé à Willach (actuelle Villach en Autriche), la province est divisée en deux districts (Willach et Lienz) et onze cantons (Willach, Feldkirchen, Gmünd, Spittal, Hermagor, Mauthen, Greifenburg et Obervellach, ainsi que Lienz, Matrei et Sillian).
Elle est officiellement supprimée par le traité de Paris en mai 1814. Les provinces illyriennes avait depuis l'année précédente été envahies par l'empire d'Autriche.